# Harvey Nichols
Harvey Nichols est une chaîne de magasins chics. Elle a été créée à l'origine à Londres en 1831 par Benjamin Harvey, le premier magasin se situant à l'angle de Knightsbridge et de Sloane Street. Elle commercialise des produits des principales marques de luxe et est une des principales concurrentes de Harrods, attirant un public sensiblement plus jeune.